# 岢嵐軍
岢岚军，北宋时设置的军。
太平兴国五年（980年）以岚州岚谷县建为军，治所在岚谷县（今山西省岢岚县）。辖境相当今山西省岢岚县等地。贡绢。一县：岚谷。下。熙宁三年（1070年）废，元丰六年（1083年）复置。崇宁年间二千九百一十七户，六千七百二十口。有永和、洪谷等六砦。金国大定二十二年（1182年）升为岢嵐州。